# Мёллер-Нильсен, Рихард
Ри́хард Мёллер-Ни́льсен (дат. Richard Møller Nielsen; 19 августа 1937, Фрёруп, Свеннборг — 13 февраля 2014, Оденсе, Южная Дания) — датский футболист и футбольный тренер. Наивысшим достижением его карьеры является победа в качестве тренера команды Дании на чемпионате Европы 1992 года. Рыцарь 1-го класса датского ордена Данеброг (1995).

## Карьера
Как футболист играл за команду «Оденсе», а также провёл 2 матча в составе сборной Дании (в ходе отборочного турнира к чемпионату Европы 1960). Играл на позиции центрального защитника. Преждевременно завершил карьеру из-за травмы.
С 1962 года на тренерской работе. Тренировал «Оденсе» (1964—1967), «Эсбьерг» (1968—1969), «Свингборд» (1969—1974), «Б 1909» (1974—1975), молодёжную сборную Дании до 21 (1978—1989), сборную Дании (1990—1996), сборную Финляндии (1996—1999), сборную Израиля (2000—2002), ФК «Кольдинг» (2003).

## Сборная Дании 1990—1996
В 1990 году пост главного тренера сборной Дании освободился после отставки Зеппа Пионтека и его предложили занять Рихарду Мёллеру-Нильсену, который работал ассистентом Пионтека, а также возглавлял молодёжную сборную.
Первые результаты команды в ходе отборочного этапа к Евро-92 были не очень успешными, а также назрел конфликт между тренером и ведущими игроками (Микаэль Лаудруп, Бриан Лаудруп, Ян Хайнце). В этой связи общественное мнение стало требовать отставки нового тренера. Несмотря на жёсткую критику, команда выиграла оставшиеся квалификационные матчи (включая победу над ближайшим соперником — Югославией на выезде со счётом 2:1). Однако, этого не хватило для выхода в финальную стадию турнира, который должен был пройти в Швеции — Дания финишировала 2-й вслед за Югославией.
Однако из-за гражданской войны в Югославии УЕФА приняло решение отстранить эту страну от участия в финальном турнире Евро-92. В качестве замены была предложена Дания, занявшая 2-е место в этой отборочной группе. Об экстренном приглашении датской сборной Мёллер-Нильсен узнал за 11 дней до начала турнира: он рассказывал, что собирался заняться ремонтом кухни в эти дни, однако на время пребывания его сборной в Швеции доверил ремонт профессиональному дизайнеру.
В ходе финального турнира датская команда постепенно входила в форму, начав с ничьей в матче с Англией и поражения в матче со Швецией, однако выиграла остальные матчи — против Франции, Голландии и Германии в финале. Благодаря своей победе Рихард Мёллер-Нильсен был признан тренером года 1992 по версии World Soccer.
Общественность ожидала от команды Дании новых успехов на чемпионате мира 1994 и чемпионате Европы 1996. Однако в финальную часть ЧМ-1994 Дания не попала всего лишь из-за меньшего количества забитых мячей при одинаковой разнице по сравнению со сборной Ирландии, а в финальной части Евро-96 не вышла из группы. Единственным значимым достижением тех лет стала победа в Кубке Конфедераций, где в финале была обыграна Аргентина со счётом 2:0.

## После Дании
После ухода из сборной Дании Мёллер-Нильсен возглавил сборную Финляндии на отборочные циклы к ЧМ-1998 и ЧЕ-2000, однако не смог вывести команду в финальную стадию. Позже он перешёл в сборную Израиля, из которой был уволен Шломо Шарф, не выведший команду на чемпионат Европы 2000 года в связи с проигрышем в стыковых матчах Дании. Репутация команды уже была подмочена не только этими поражениями, но и тем, что перед стыковыми матчами игроки провели ночь в компании проституток (хотя никто из игроков не получил даже предупреждения от Израильской футбольной ассоциации.
В тренерском штабе Мёллера-Нильсена работали такие люди, как бывший вратарь сборной СССР Александр Уваров (тренер вратарей), наставник олимпийской сборной Ицхак Шум, тренер по физподготовке Абри Мунчар и многие другие. Пресса отмечала, что Мёллер-Нильсен привил команде дисциплину и открыл дорогу новым игрокам — таким, как Крир Узи и Йосси Бенаюн. Сам Мёллер-Нильсен отмечал, что Шарф оставил ему достойное наследство в виде игроков сборной. Тем не менее, израильская сборная не смогла выйти на ЧМ-2002.
После чемпионата мира 2002 года ходили слухи о приглашении Мёллера-Нильсена в сборную России, однако на фоне того, что Валерий Газзаев числился основным кандидатом, дальше разговоров дело не продвинулось. Мёллер-Нильсен в 2003 году возглавлял команду датского второго дивизиона «Коллинг», из которой ушёл в октябре 2003 года, завершив свою тренерскую карьеру.

## Статистика

### Матчи Мёллера-Нильсена за сборную Дании
| Матчи Мёллера-Нильсена за сборную Дании | Матчи Мёллера-Нильсена за сборную Дании | Матчи Мёллера-Нильсена за сборную Дании | Матчи Мёллера-Нильсена за сборную Дании | Матчи Мёллера-Нильсена за сборную Дании | Матчи Мёллера-Нильсена за сборную Дании |
| --------------------------------------- | --------------------------------------- | --------------------------------------- | --------------------------------------- | --------------------------------------- | --------------------------------------- |
| №                                       | Дата                                    | Соперник                                | Счёт                                    | Голы Мёллера-Нильсена                   | Соревнование                            |
| 1                                       | 18 октября 1959                         | Чехословакия                            | 1:5                                     | —                                       | Чемпионат Европы 1960 (отбор)           |
| 2                                       | 17 сентября 1961                        | Норвегия                                | 4:0                                     | —                                       | Чемпионат Северной Европы 1960—1963     |

Итого: 2 матча / 0 голов; 1 победа, 0 ничьих, 1 поражение.

## Достижения
Командные
Как тренера
Оденсе
- Чемпион Дании 1977, 1982
- Обладатель Кубка Дании 1983

Сборная Дании
- Чемпион Европы 1992
- Победитель Кубка Конфедераций 1995

Личные
- Тренер года 1992 по версии World Soccer